# باقر سیدزاده
باقر سیدزاده (ترکی آذربایجانی: Bağır Mirqasım oğlu Seyidzadə؛ ۱۹۱۲ – ۱۹۶۸ (۵۶ ساله)) روزنامه‌نگار، و دیپلمات اهل کشور اتحاد جماهیر شوروی سوسیالیستی و جمهوری آذربایجان بود.

## جوایز
وی برندهٔ جوایزی همچون نشان پرچم سرخ کار و نشان برجسته افتخار شده‌است.